# Хасин Черифі
Гасін Шеріфі (фр. Hacine Cherifi; 12 грудня 1967, Ліон) — французький професійний боксер, чемпіон світу за версією WBC (1998—1999) і чемпіон Європи за версією EBU (1996—1997) у середній вазі.

## Професіональна кар'єра
19 жовтня 1996 року в 23-ому бою на професійному рингу здобув перемогу над Олександром Зайцевим (Росія) і відібрав титул чемпіона Європи за версією EBU у середній вазі. Впродовж 1996—1997 років переміг ще чотирьох суперників, у тому числі в двох захистах звання чемпіона Європи, і 11 вересня 1997 року вийшов на бій проти чемпіона світу за версією WBC у другій середній вазі Робіна Рейда (Велика Британія). Черифі програв розділеним рішенням суддів.
В наступному бою 2 травня 1998 року вийшов на бій проти чемпіона світу за версією WBC у середній вазі Кіта Голмса (США) і переміг одностайним рішенням суддів.
У матчі-реванші 24 квітня 1999 року Голмс здобув перемогу над Черифі технічним нокаутом в сьомому раунді і повернув собі звання чемпіона.
16 вересня 2000 року Черифі намагався відібрати титул чемпіона світу за версією WBA у середній вазі
у Вільям Джоппі (США), але, побувавши по ходу бою в двох нокдаунах, програв одностайним рішенням.